# Aire d'attraction de Saint-Chély-d'Apcher
L'aire d'attraction de Saint-Chély-d'Apcher est un zonage d'étude défini par l'Insee pour caractériser l’influence de la commune de Saint-Chély-d'Apcher sur les communes environnantes. Publiée en octobre 2020, elle se substitue à l'aire urbaine de Saint-Chély-d'Apcher, qui comportait 8 communes dans le dernier zonage qui remontait à 2010.

## Définition
L’aire d’attraction d'une ville est composée d’un pôle, défini à partir de critères de population et d’emploi ainsi que d’une couronne constituée des communes dont au moins 15 % des actifs travaillent dans le pôle. Le pôle d’attraction constitue ainsi un point de convergence des déplacements domicile-travail,.

## Type et composition
L’aire d'attraction de Saint-Chély-d'Apcher est une aire intra-départementale qui comporte 22 communes dans la Lozère.
Elle est catégorisée dans les aires de moins de 50 000 habitants, une catégorie qui regroupe 16,6 % de la population d'Occitanie et 12,2 % au niveau national.

### Carte

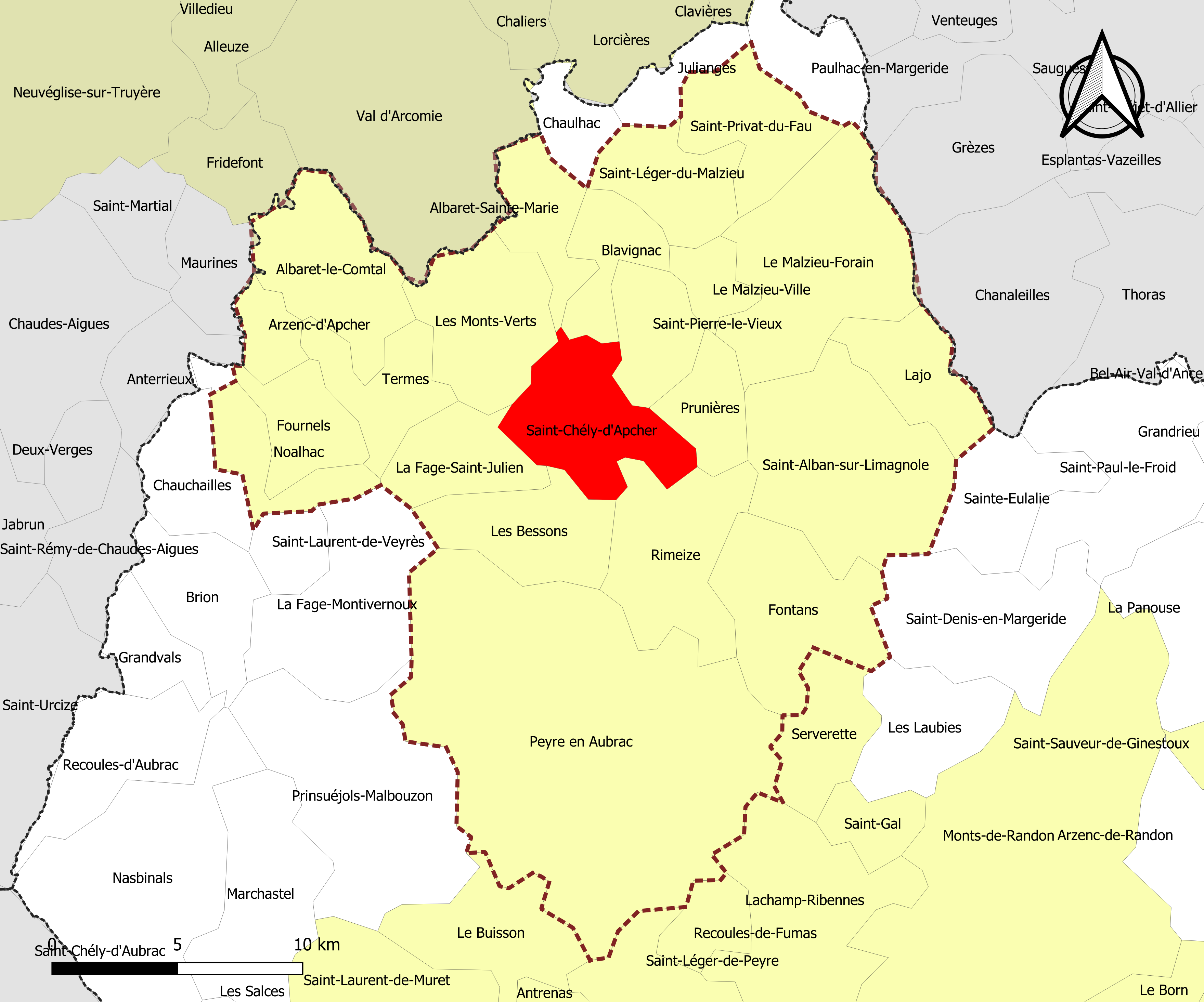
Carte de l'aire d'attraction de Saint-Chély-d'Apcher.
Commune-centre
Commune de la couronne

### Composition communale
| Nom                                   | Code Insee | Département | Statut                 | Superficie (km2) | Population (dernière pop. légale) | Densité (hab./km2) | Modifier                                    |
| ------------------------------------- | ---------- | ----------- | ---------------------- | ---------------- | --------------------------------- | ------------------ | ------------------------------------------- |
| Saint-Chély-d'Apcher (commune-centre) | 48140      | Lozère      | commune-centre         | 28,26            | 4 025 (2022)                      | 142                | modifier les données · modifier les données |
| Albaret-le-Comtal                     | 48001      | Lozère      | commune de la couronne | 29,56            | 139 (2022)                        | 4,7                | modifier les données · modifier les données |
| Albaret-Sainte-Marie                  | 48002      | Lozère      | commune de la couronne | 15,98            | 557 (2022)                        | 35                 | modifier les données · modifier les données |
| Arzenc-d'Apcher                       | 48007      | Lozère      | commune de la couronne | 7,88             | 51 (2022)                         | 6,5                | modifier les données · modifier les données |
| Peyre en Aubrac                       | 48009      | Lozère      | commune de la couronne | 153,30           | 2 304 (2022)                      | 15                 | modifier les données · modifier les données |
| Les Monts-Verts                       | 48012      | Lozère      | commune de la couronne | 29,13            | 315 (2022)                        | 11                 | modifier les données · modifier les données |
| Les Bessons                           | 48025      | Lozère      | commune de la couronne | 23,49            | 424 (2022)                        | 18                 | modifier les données · modifier les données |
| Blavignac                             | 48026      | Lozère      | commune de la couronne | 13,83            | 257 (2022)                        | 19                 | modifier les données · modifier les données |
| La Fage-Saint-Julien                  | 48059      | Lozère      | commune de la couronne | 18,06            | 303 (2022)                        | 17                 | modifier les données · modifier les données |
| Fontans                               | 48063      | Lozère      | commune de la couronne | 33,90            | 227 (2022)                        | 6,7                | modifier les données · modifier les données |
| Fournels                              | 48064      | Lozère      | commune de la couronne | 15,76            | 369 (2022)                        | 23                 | modifier les données · modifier les données |
| Lajo                                  | 48079      | Lozère      | commune de la couronne | 18,58            | 117 (2022)                        | 6,3                | modifier les données · modifier les données |
| Le Malzieu-Forain                     | 48089      | Lozère      | commune de la couronne | 48,65            | 491 (2022)                        | 10                 | modifier les données · modifier les données |
| Le Malzieu-Ville                      | 48090      | Lozère      | commune de la couronne | 7,80             | 743 (2022)                        | 95                 | modifier les données · modifier les données |
| Noalhac                               | 48106      | Lozère      | commune de la couronne | 13,51            | 95 (2022)                         | 7,0                | modifier les données · modifier les données |
| Prunières                             | 48121      | Lozère      | commune de la couronne | 13,09            | 226 (2022)                        | 17                 | modifier les données · modifier les données |
| Rimeize                               | 48128      | Lozère      | commune de la couronne | 32,30            | 614 (2022)                        | 19                 | modifier les données · modifier les données |
| Saint-Alban-sur-Limagnole             | 48132      | Lozère      | commune de la couronne | 51,23            | 1 378 (2022)                      | 27                 | modifier les données · modifier les données |
| Saint-Léger-du-Malzieu                | 48169      | Lozère      | commune de la couronne | 18,92            | 211 (2022)                        | 11                 | modifier les données · modifier les données |
| Saint-Pierre-le-Vieux                 | 48177      | Lozère      | commune de la couronne | 15,55            | 314 (2022)                        | 20                 | modifier les données · modifier les données |
| Saint-Privat-du-Fau                   | 48179      | Lozère      | commune de la couronne | 22,16            | 113 (2022)                        | 5,1                | modifier les données · modifier les données |
| Termes                                | 48190      | Lozère      | commune de la couronne | 17,65            | 219 (2022)                        | 12                 | modifier les données · modifier les données |

## Démographie
| 1968   | 1975   | 1982   | 1990   | 1999   | 2006   | 2011   | 2016   | 2022   |
| ------ | ------ | ------ | ------ | ------ | ------ | ------ | ------ | ------ |
| 15 995 | 14 963 | 14 524 | 13 823 | 13 431 | 14 112 | 14 058 | 13 657 | 13 492 |